# بیلی کی (بازیکن فوتبال)
بیلی کی (انگلیسی: Billy Kee؛ زادهٔ ۱ دسامبر ۱۹۹۰) بازیکن فوتبال اهل بریتانیا است.
از باشگاه‌هایی که در آن بازی کرده‌است می‌توان به باشگاه فوتبال برتون آلبیون، باشگاه فوتبال منزفیلد تاون، باشگاه فوتبال تورکی یونایتد، باشگاه فوتبال اسکانتورپ یونایتد، باشگاه فوتبال آکرینگتون استنلی، و باشگاه فوتبال لستر سیتی اشاره کرد.
وی همچنین در تیم‌های ملی فوتبال Northern Ireland national under-19 football team و زیر ۲۱ سال ایرلند شمالی بازی کرده‌است.